# Пиотровский, Чеслав
Чеслав Войцех Пиотровский (пол. Czesław Wojciech Piotrowski; 23 апреля 1926, Гута Стефанска — 10 июня 2005, Варшава) — польский генерал, в 1943—1944 партизан Армии Крайовой, затем служил в вооружённых силах ПНР. В 1971—1978 — командующий инженерными войсками. Крупный деятель военной технократии, организатор масштабных военно-инженерных проектов. При военном положении 1981—1983 — член Военного совета национального спасения, министр горнодобывающей промышленности и энергетики в правительстве генерала Ярузельского. Доктор военных наук.

## Участие в войне
Родился в крестьянской семье украинских поляков. В годы Второй мировой войны участвовал в польской самообороне на Волыни против УПА. Состоял в партизанских отрядах Армии Крайовой (AK) Bomby и Wujek. В 1943—1944 — боец 27-й пехотной дивизии AK. В августе 1944, после вступления советских войск на территорию Польши, призван в 1-ю армию Народного Войска Польского (LWP) и отправлен на учёбу в Рязань.

## Военно-инженерная служба
В 1950—1956 обучался в московской Военно-инженерной академии. Первая окончания учебного курса в 1948 Чеслав Пиотровский был назначен командиром сапёрного батальона в Еленя-Гуре. После учёбы в СССР, в 1957—1961 — командующий военно-инженерными частями Варшавского военного округа. В 1961—1969 — куратор военного машиностроения в министерства национальной обороны ПНР. В 1969—1971 прошёл курс в Военной академии Генерального штаба Вооружённых Сил СССР.
С 1971 Чеслав Пиотровский в звании генерала бригады — командующий инженернымми войсками LWP. Под его командованием была осуществлена масштабная программа разминирования мест боёв и утилизации боеприпасов. Военные инженеры активно участвовали в строительстве дорожной сети и преодолении последствий стихийных бедствий. 8 мая 1975 по инициативе Пиотровского в Варшаве был открыт мемориал Chwała Saperom («Слава сапёрам»). В Военно-инженерном университете Вроцлава был создан музей военной техники.
Чеслав Пиотровский активно способствовал внедрению ряда промышленно-технических проектов — понтонов, буксиров, мостов, дорожных покрытий, новых систем грузоперевозок и электроэнергетики, строительной и землеройной техники, а также мин на вооружении LWP. Все эти системы основывались на польских разработках и производились в Польше.
С 1978 в звании генерал дивизии Пиотровский — заместитель главного технического инспектора LWP. В 1979 защитил диссертацию в Академии Генштаба LWP, получил учёную степень доктора военных наук. Лауреат государственной премии ПНР 1972 за достижения в области развития военной техники.
В 1948 Чеслав Пиотровский вступил в коммунистическую ППР, затем состоял в правящей компартии ПОРП. Являлся депутатом сейма, был членом парламентских комитетов по науке и технике, по инженерным наукам, по обороне, комиссии по механизации промышленности и сельского хозяйства.

## При военном режиме
13 декабря 1981, при введении военного положения, генерал Пиотровский вошёл в состав Военного совета национального спасения (WRON) — внеконституционного органа высшей власти во главе с первым секретарём ЦК ПОРП, премьер-министром и министром национальной обороны генералом Ярузельским. Был назначен министром горнодобывающей промышленности и энергетики ПНР. Пиотровский не принадлежал к неформальной «Директории», где принимались все основные решения, но причислялся к «первому ряду» WRON — наряду с генералом Тучапским, генералом Мольчиком, генералом Гупаловским, генералом Барылой.
Пиотровский отвечал за базовые отрасли промышленности, в которых оппозиционный профсоюз «Солидарность» обладал наиболее массовой поддержкой. Непосредственного отношения к расправам Пиотровский формально не имел, однако как член WRON и министр должен был санкционировать действия армии и ЗОМО при подавлении шахтёрских забастовок, в том числе кровопролитие на шахте «Вуек».
В сентябре 1986 Пиотровский был снят с министерского поста и переведён на дипломатическую службу. Был послом ПНР в СФРЮ. 16 февраля 1990, на фоне кардинальный политических перемен, Пиотровский ушёл в отставку. В политической жизни Третьей Речи Посполитой участия не принимал.

## Кончина и память
23 июня 2005, после кончины Чеслава Пиотровского, состоялась католическая месса в полевом соборе Войска Польского. Похоронен Чеслав Пиотровский на кладбище Воинские Повонзки, традиционном месте захоронения польской военной элиты. В траурной церемонии принимал участие Войцех Ярузельский.
В современной Польше отдаётся должное заслугам Чеслава Пиотровского как выдающегося военного инженера, много сделавшего для обороноспособности, науки и промышленного развития страны. Его деятельность часто рассматривается под углом польского национального патриотизма, а не коммунизма. Этому взгляду способствуют такие факты биографии Пиотровского, как участие в войне на стороне Армии Крайовой или ориентация на польские производственно-технологические программы без заимствований в СССР. В то же время не забывается членство Пиотровского в WRON, его роль в военной диктатуре первой половины 1980-х.
Чеслав Пиотровский — автор военных мемуаров о Волынской резне и борьбе АК против УПА — Krwawe żniwa: za Styrem, Horyniem i Słuczą («Кровавая жатва: за Стыром, Горынем и Случью»), Spod Lubartowa do Riazania i Krakowa («Из-под Любартува до Рязани и Кракова»), Wojskowe i historyczne tradycje 27 wołyńskiej Dywizji Piechoty Armii Krajowej («По Волыни и Полесью на Подляшье»), Przez Wołyń i Polesie na Podlasie («Военные и исторические традиции 27 пехотной дивизии Армии Крайовой»). Ему принадлежит авторство учебника Zabezpieczenie inżynieryjne działań bojowych wojsk na szczeblu operacyjnym (armia, front) («Обеспечение инженерной безопасности боевых сил на оперативном уровне (армия, фронт)») и ряд работ по военно-инженерной тематике.

## Слух о родстве
Чеслав Пиотровский был женат, имел двух дочерей. Известную польскую предпринимательницу Гражину Пиотровскую-Оливу — президента нефтегазовой компании PGNiG — иногда считают «дочерью генерала Пиотровского» (или — «дочерью генерала Оливы», также члена WRON). Это не соответствует действительности, однако слух устойчиво держится.